# Ptilinopus melanospilus
Ptilinopus melanospilus là một loài chim trong họ Columbidae.